# Jan Bielawski (żołnierz)
Jan Bielawski ps. Mikita (ur. w 1889 we wsi Ostrówka zm. w sierpniu 1915) – członek Organizacji Bojowej PPS, żołnierz I Brygady Legionów, dowódca „Oddziału Lotnego Wojsk Polskich”, kawaler Orderu Virtuti Militari.

## Życiorys
Brał czynny udział w rewolucji 1905 jako członek Organizacji Bojowej PPS, a potem Oddziału Centralnego, uczestnicząc w wielu akcjach bojowych. Ukończył szkołę bojową PPS w Krakowie.
Był aresztowany przez Ochranę, ale z powodu braku dowodów został zwolniony. Po upadku rewolucji zmuszony był do emigracji z zaboru rosyjskiego do Austro-Węgier. Przebywał we Lwowie, Krakowie, Wiedniu i Budapeszcie pracując jako monter elektromechanik. W Budapeszcie uczestniczył w starciach zbrojnych z wojskiem i policją w czasie strajku powszechnego o demokratyzację prawa wyborczego w maju 1912. Za udział w walkach został aresztowany i jako cudzoziemiec musiał udać się do Wiednia.
Pogłębiał swoją wiedzę przygotowując się do walki dla Polskiej Partii Socjalistycznej prowadząc akcję propagandową wśród robotników polskich na obczyźnie. W 1913 przyłączył się do PPS-Opozycja. W przeddzień wybuchu wojny został skierowany przez władze PPS do prowadzenia akcji konspiracyjnej w Zagłębiu Dąbrowskim, gdzie podjął pracę jako elektromonter w fabryce Schona w Środuli, a następnie w Będzinie.

W sierpniu 1914 zorganizował mobilizację wśród swoich współpracowników i zameldował się w Komendzie Legionów. Został przydzielony do „oddziału beków” porucznika Tomasza Arciszewskiego przeznaczonego do prac wywiadowczo-konspiracyjnych. Wraz z Tomaszem Arciszewskim i Józefem Kobiałko został odkomenderowany na początku listopada 1914 do tworzenia wyodrębnionego z POW „Oddziału Lotnego Wojsk Polskich” do Warszawy. Po utworzeniu Oddziału i jego zaprzysiężeniu przez Tadeusza Żulińskiego pierwszym komendantem został Jan Bielawski. Jak wspominał go działacz PPS Zygmunt Zaremba:

Mikita, krępy, bystry zadzierzysty robociarz, zyskiwał sympatię od pierwszego wejrzenia. Ktoś (...) poinformował mnie o jego przeszłości w OB, usiłowałem więc zbliżyć się z nim i nawiązać dyskusję wykraczająca poza ramy zainteresowań wojennych. Wszystkie tego rodzaju próby odrzucał żartem i widać było, że ten bojowiec, na pewno socjalista z najgłębszych przekonań, teraz przedzierzgnął się w żołnierza, bez troski o zawiłe sprawy świata, szczęśliwego że ma rozkaz, który wszystko reguluje.

 Po nieudanej akcji w lutym 1915, w Lubartowie Jan Bielawski odszedł z Oddziału. Nieznany jest jego dalszy los. Istnieje wersja, że został wysłany do Legionu Puławskiego w celu zbuntowania go i przejścia na stronę Józefa Piłsudskiego, gdzie został pojmany i rozstrzelany. Według niesprawdzonych informacji został rozstrzelany z wyroku rosyjskiego sądu polowego w dniu 31 sierpnia 1915 r.
Pośmiertnie odznaczony 17 maja 1922 Orderem Wojskowym Virtuti Militari V klasy nr 6497 oraz 19 grudnia 1930 Krzyżem Niepodległości z Mieczami.